# Lorenzo Rufo Peña León
Lorenzo Rufo Peña fue un jurisconsulto, diplomático, poeta y orador ecuatoriano, nació en Vinces el 27 de agosto de 1849, hijo de José Gabriel Peña y Gregoria León Olvera de Peña, fue el décimo vástago de doce hermanos.

Sus estudios primarios y secundarios los inició en Guayaquil y los culminó en Quito, graduándose de Bachiller en el Colegio de La Unión que era dirigido por instructores colombianos. Los superiores los inició en la Universidad Central de Quito, luego en Cuenca,  hasta 1870 en que tuvo que retornar a Guayaquil, incorporándose en la Facultad de Jurísprudencia establecida en el colegio San Vicente del Guayas en 1872, recibiendo el título de Doctor en Jurisprudencia Civil y Canónica el 30 de diciembre. Título revalidado el 7 de enero de 1873, ante la Excma. Corte Superior de este Distrito.
Por su erudición y estudios ampliamente reconocidos, la Academia Ecuatoriana, correspondiente a la Lengua Española, lo recibió como miembro, al igual que otras ilustres instituciones americanas y europeas.
El 6 de marzo de 1885 contrajo matrimonio con Victoria Margarita Bravo León, de origen peruano, con quien procreó seis hijas. Falleció prematuramente a los 49 años de edad el 21 de noviembre de 1898 frente al  puerto de Salaverry (Perú) a causa de la fiebre amarilla a bordo del vapor "Santiago" de bandera inglesa. Fue inhumado en Lima y tiempo después trasladado a Guayaquil, siendo sepultado en el Cementerio General (Puerta 3- B.379- mausoleo 3). 
Se desempeñó como Subdirector de Estudios del Guayas (1876), Secretario de la Gobernación del Guayas, Diputado constituyente por Los Ríos a la Novena Convención Nacional reunida en Ambato (que decretó la Constitución de 1878), Decano de la Facultad de Jurisprudencia. En 1882 fue desterrado y viajó a Europa pues su holgada condición económica se lo permitía, a su regreso fue elegido profesor de Derecho Civil y nuevamente Decano de la Facultad de Jurisprudencia, donó una fuerte suma de dinero para obtener la creación y funcionamiento de la Facultad de Medicina, fue Vicerrector de la Corporación Universitaria, Senador (1890 y 1892), Comisionado de la Junta Cívica ante el Perú, Ministro Plenipotenciario ante el Gobierno de Bolivia. 
Fue el doctor Peña un elocuente orador, gran jurisconsulto, sobresaliente escritor político, estadista honrado, insigne periodista, patriota y liberal.
El 17 de enero de 1889 siendo el Dr. Peña miembro de la Sociedad Liberal Republicana en el momento del traslado de los restos mortales de Juan Montalvo, dijo: "La posteridad vendrá, señores, a recoger con patriótico civismo, estas preciosas reliquias, el día de la solemne reparación, que tarda pero llega al fin para los pueblos que persiguen los nobles ideales de la libertad. Ese día terminará la obra hoy comenzada; y entonces veréis y verán los émulos de Montalvo, que si la tumba de los hombres comunes es la muertey el olvido, la del genio es la inmortalidad y la Gloria".
El 3 de agosto de 1892, el Dr. Peña fue designado representante de la prensa guayaquileña para la inauguración de la estatua de José Joaquín de Olmedo en la Avenida de su nombre. Su discurso fue muy aplaudido.
Cuando el Ecuador, cumpliendo con un deber de gratitud, le erigió una estatua a  Sucre en una de las plazas más bellas de Quito, el doctor Peña, con su arrebatadora elocuencia, dijo: "Gran pueblo el que sabe rendir tributo de admiración patriótica a los hombres superiores que lo han ilustrado con hechos culminantes o virtudes eximias!"
En 1899 se editó el libro Corona Fúnebre a la memoria del Dr. Lorenzo Rufo Peña, que recoge las páginas con que había sido honrada su memoria, como merecido homenaje de respeto y admiración a tan preclaro conciudadano.
En 1901 se editaron en París un tomo de Poesías, cuarenta y siete en total, del Dr Lorenzo Rufo Peña, con prólogo de Filemón Buitrago y notas biográficas del Dr. César Borja Lavayen. Vinces su tierra natal le rinde homenaje con el busto (elaborado en Italia) en el parque principal que lleva su nombre y el plantel pionero de la educación del cantón Vinces, la Unidad Educativa Básica Dr. Lorenzo Rufo Peña